# Micropoecilia bifurca
Micropoecilia bifurca és una espècie de peix de la família dels pecílids i de l'ordre dels ciprinodontiformes.
Els mascles poden assolir els 3 cm de longitud total.
Es troba a Amèrica: riu Amazones.